# Stina Bergström
Kristina "Stina" Helena Bergström, född 7 november 1958 i Uppsala, Uppsala län, är en svensk politiker (miljöpartist). Hon var ordinarie riksdagsledamot 2010–2018, invald för Värmlands läns valkrets.
I riksdagen var Bergström ledamot i trafikutskottet 2010–2014 och ledamot i miljö- och jordbruksutskottet 2014–2018. Hon var även suppleant i EU-nämnden, trafikutskottet och Nordiska rådets svenska delegation.
Hon är studievägledare och informatör samt vice ordförande i Kils kommunstyrelse.